# الملعب الوطني (لشبونة)
الملعب الوطني (بالبرتغالية: Estádio Nacional‏) هو ملعب كرة قدم متعدد الأغراض يقع في منطقة أويراس بالعاصمة البرتغالية لشبونة، ويتسع لـ 39,000 متفرج.

## التاريخ
تم تجديده في 1939. افتتح الملعب في 1944.

## أهم الأحداث التي استضافها
- نهائي دوري أبطال أوروبا 1967 بين إنتر ميلان وسيلتك